# Die Schröders
Die Schröders est un groupe allemand de punk rock, originaire de Bad Gandersheim.

## Histoire
Les Schröder se forment en 1989 par Burger (chant et guitare acoustique) et Hämpy (guitare) à Bad Gandersheim, en Basse-Saxe, et sont rejoints la même année par le bassiste Hachi. Début 1990, le batteur Mike complète la formation. 
Le 17 février 2009, Jens Burger annonce la séparation des Schröder. Le groupe souhaite encore jouer dans quelques festivals et faire une tournée d'adieu à la fin de l'année, sans exclure un éventuel retour. Le 27 décembre 2009, les Schröders terminent leur tournée d'adieu par un dernier concert dans le Palaver Hall de Bad Gandersheim, leur ville natale, qui affichait complet. En guise de surprise, ils se sont présentés une nouvelle fois aux spectateurs en tant que Bonanza Boys et assurent ainsi leur propre première partie. La deuxième première partie était une formation composée entre autres du bassiste des Schröders et O-Lee.
En 2014, les Schröders jouent au Taubertal-Festival et à l'Open Flair. Le 2 août 2024, les Schröders ont joué au Fährmannsfest de Hanovre.

## Discographie

### Albums studio
- 1991 : Mutter horcht an deiner Tür
- 1995 : Frisch gepreßt (6e place en Autriche[5] ;  Platine[6])
- 1996 : Schwer Scheff (67e place en Allemagne[7])
- 1997 : Gilp (78e place en Allemagne)
- 2001 : Das Leben ist kein Ponyhof
- 2003 : Das Beste
- 2008 : Endlich

### Singles
- 1995 : Laß uns schmutzig Liebe machen (1re place en Autriche[5] ;  Platine[6])
- 1995 : Frisch gepreßt (18e place en Autriche[5])
- 1996 : Dein ist mein ganzes Herz (37e place en Autriche[5])